# 质子溶剂
质子溶剂（英語：protic solvents）又称质子性溶剂，在化学中，指分子中带有羟基或氨基的极性溶剂，可藉由氢键溶合带负电荷溶质（阴离子）。更加笼统的说，任何可以给出H+的溶剂都可以被叫做质子化溶剂，例如氢氟酸。非质子溶剂则与此相反，不能贡献氢离子。

## 质子溶剂的性质
质子溶剂的常见性质：
- 溶剂带有一个或多个酸性氢（尽管可能是很弱的酸性）；
- 溶剂对离子有稳定作用：
  - 阳离子与溶剂分子的孤对电子作用而得到稳定；
  - 阴离子靠氢键得到稳定；
- 质子溶剂对SN1反应是有利的。

典型的质子溶剂包括水、甲醇、乙醇、甲酸、氟化氢和氨。

## 非质子溶剂的性质
与质子溶剂相对应，非质子溶剂中也有一类对离子有稳定作用，称为非质子极性溶剂或偶极溶剂。它们不易给出质子，但介电常数和分子极性都很大，分子的负电荷端大多露在外部，正电荷端包在内部，对负离子很少溶剂化。因此非质子极性溶剂对SN2反应是有利的，而且也适用于强碱参与的反应。这样的溶剂包括二甲基亚砜、二甲基甲酰胺、二噁烷、六甲基磷酰胺与四氢呋喃。